# Chiesa della Purificazione di Maria Vergine (Lesignano de' Bagni, Rivalta)
La chiesa della Purificazione di Maria Vergine è un luogo di culto cattolico dalle forme barocche, situato in via Torchio a Rivalta, frazione di Lesignano de' Bagni, in provincia e diocesi di Parma; è sede di una parrocchia compresa nella zona pastorale della Pedemontana.

## Storia
Il luogo di culto fu originariamente costruito in epoca medievale; la più antica testimonianza della sua esistenza risale al 1230, quando la Capelle S. Marie de Rivalta fu citata nel Capitulum seu Rotulus Decimarum della diocesi di Parma tra le dipendenze della pieve di Traversetolo.
Entro il 1354 il tempio fu posto alle dirette dipendenze dell'autorità episcopale di Parma.
Intorno al 1960 la chiesa, già modificata nei secoli precedenti, fu sottoposta ad alcuni lavori di ristrutturazione, comprendenti il rifacimento delle pavimentazioni, la realizzazione di due altari marmorei e la sostituzione delle campane.
Il 9 novembre 1983 un forte terremoto causò alcuni danni al tempio, che l'anno seguente fu risistemato e rinforzato strutturalmente.
Il 23 dicembre 2008 una nuova scossa tellurica colpì la zona, provocando altri danneggiamenti all'edificio, che tra il 2009 e il 2010 fu restaurato e migliorato sismicamente.

## Descrizione

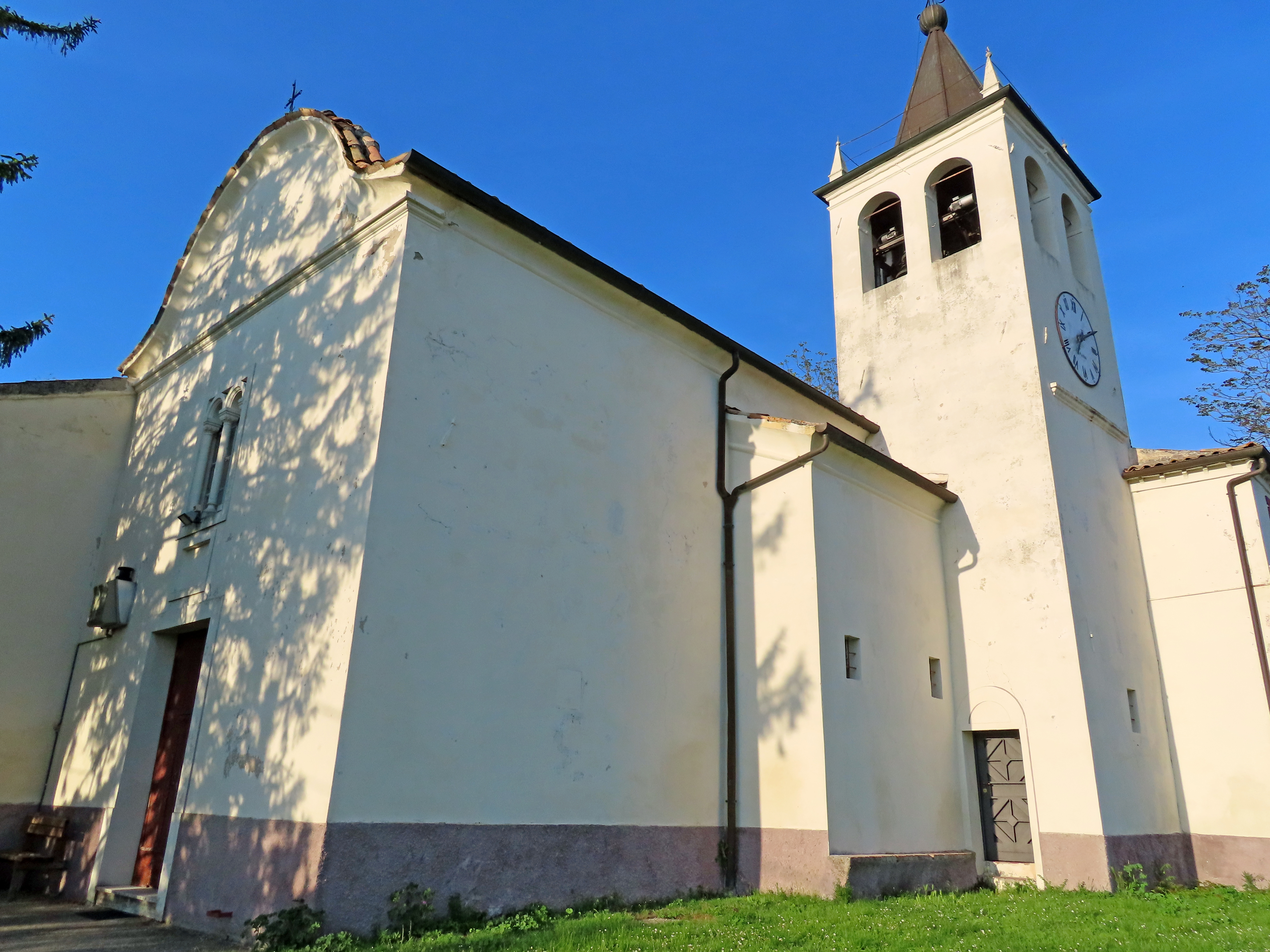
Facciata e lato sud

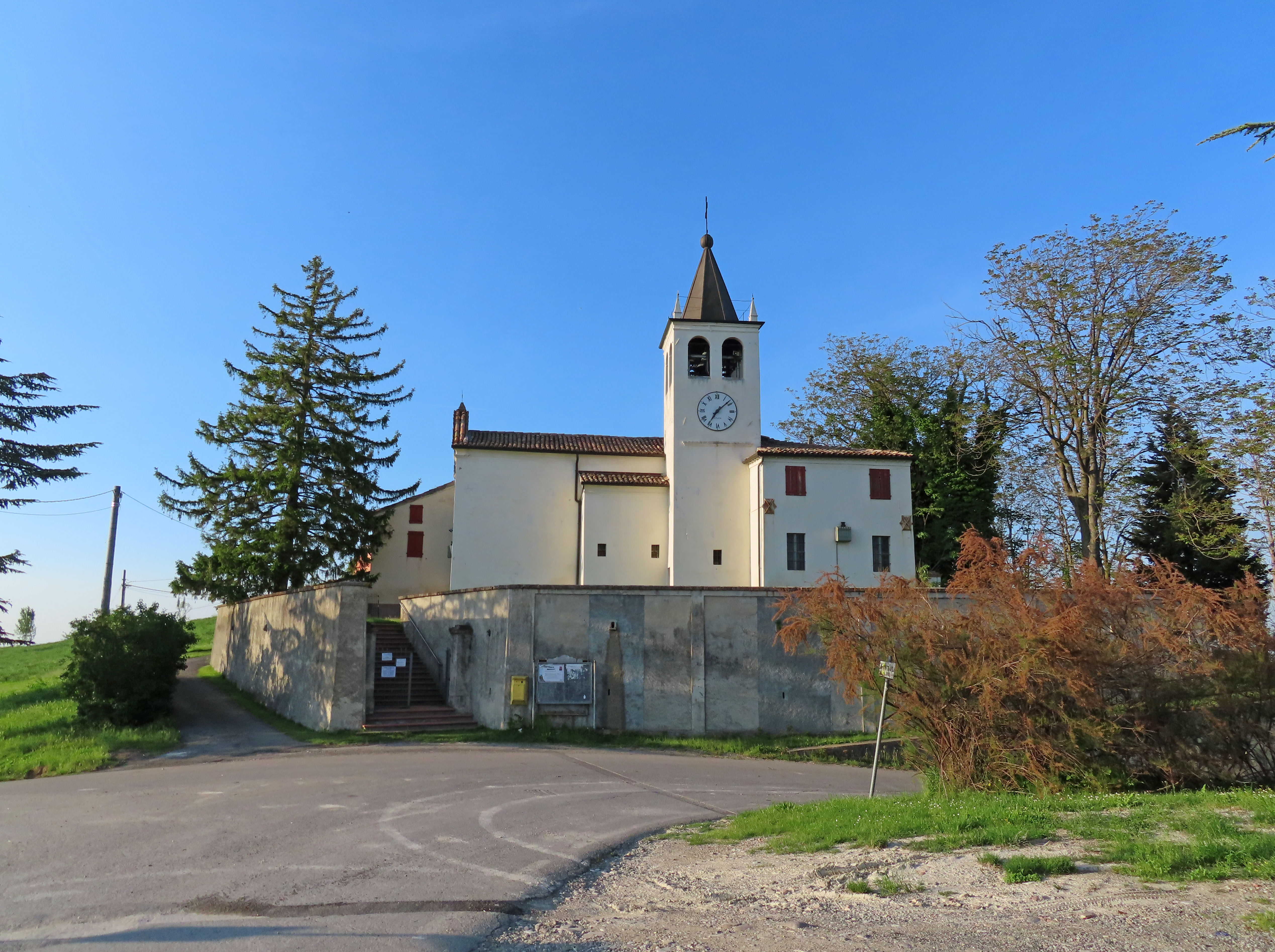
Lato sud

La chiesa si sviluppa su un impianto a navata unica affiancata da una cappella su ogni lato, con ingresso a ovest e presbiterio a est.
La simmetrica facciata, interamente intonacata, è caratterizzata dalla presenza dell'ampio portale d'ingresso centrale, delimitato da una cornice e sormontato da una piccola lapide; più in alto si apre nel mezzo una bifora scandita da una colonnina centrale; in sommità si staglia l'alto frontone mistilineo di coronamento, con cornice modanata.
Dal fianco libero a sud aggetta la cappella laterali; sul fondo si erge il massiccio campanile, su cui è collocato un grande orologio; la cella campanaria si affaccia sulle quattro fronti attraverso coppie di monofore ad arco a tutto sesto; a coronamento si eleva nel mezzo, oltre il cornicione modanato in aggetto, un'aguzza guglia a pianta ottagonale, tra quattro piccoli pinnacoli posti sugli spigoli.
All'interno la navata, coperta da una serie di volte a crociera, è affiancata da alcune lesene coronate da capitelli dorici, a sostegno del cornicione perimetrale modanato; la cappelle laterali, chiuse superiormente da volte a botte, si affacciano sull'aula attraverso ampie arcate a tutto sesto.
Il presbiterio, lievemente sopraelevato, è preceduto dall'arco trionfale; l'ambiente, coperto da una volta a crociera, accoglie l'altare maggiore marmoreo a mensa, aggiunto tra il 1970 e il 1980; sul fondo si staglia un ex stendardo seicentesco raffigurante il Sacramento, la presentazione al tempio e san Pietro martire.
La chiesa conserva alcune opere di pregio, tra cui un dipinto a pastello ritraente Sant'Antonio abate, realizzato intorno al 1820 da Giuseppe Lucatelli, un olio del XVII secolo rappresentante la Madonna col Bambino, lo sportello settecentesco del fonte battesimale, un'ancona seicentesca e una credenza settecentesca.